# Puysségur
Puysségur település Franciaországban, Haute-Garonne megyében. Lakosainak száma 138 fő (2022. január 1.). Puysségur Lagraulet-Saint-Nicolas, Cadours, Cox, Drudas, Laréole és Pelleport községekkel határos.

## Népesség
A település népességének változása:
| Lakosok száma | 52   | 58   | 70   | 96   | 137  | 144  | 147  | 139  | 135  | 138  |
|               | 1968 | 1982 | 1990 | 2006 | 2013 | 2015 | 2017 | 2019 | 2020 | 2022 |